# Marie Nagy
Marie Nagy (ur. 28 lipca 1957 w Bogocie) – belgijska francuskojęzyczna polityk, działaczka Ecolo, parlamentarzystka krajowa i regionalna.

## Życiorys
Urodziła się w Bogocie w rodzinie Węgra i Kolumbijki, w Belgii osiedliła się w latach 70., w 1977 uzyskała belgijskie obywatelstwo. Ukończyła socjologię na francuskojęzycznym Katolickim Uniwersytecie w Lowanium. Pracowała m.in. w administracji publicznej w Charleroi.
W 1982 wstąpiła do Ecolo, francuskojęzycznej partii zielonych. W latach 1988–1989 była jednym z sekretarzy federalnych tego ugrupowania. Od 1989 do 1999 zasiadała w radzie Regionu Stołecznego Brukseli, pełniąc funkcję przewodniczącej klubu radnych Ecolo. Od 1999 do 2003 wchodziła w skład federalnego Senatu, gdzie stała na czele klubu senackiego swojej partii, a także jako zastępca członka reprezentowała belgijski parlament w Konwencie Europejskim. W kadencji 2003–2007 sprawowała mandat posłanki do Izby Reprezentantów. Zasiadła też w brukselskiej radzie miasta. W 2009 przez kilka miesięcy wchodziła ponownie w skład Senatu, a także w skład parlamentu wspólnoty francuskiej. Od tego samego roku do 2014 była członkinią parlamentu Regionu Stołecznego Brukseli. W 2017 przeszła do ugrupowania DéFI, w 2019 utrzymała mandat posłanki do stołecznego parlamentu.
W 2014 odznaczona Komandorią Orderu Leopolda.